# Columbus Horizon
Los Columbus Horizon fueron una franquicia de baloncesto estadounidense que jugó en la Continental Basketball Association, en sus diferentes denominaciones, entre 1983 y 1995. Tenía su sede fue la ciudad de Columbus, en el estado de Ohio.

## Historia
La franquicia comenzó su andadura en la temporada 1983-84 con la denominación de Sarasota Stingers, con sede en la ciudad de Sarasota, cambiando su nombre por el de Florida Stigers dos años después. En 1986 el equipo se traslada a Charleston (Carolina del Sur), donde adquiere el nombre de Charleston Gunners. Allí se mantuvo una temporada hasta que al año siguiente, su propietario Eli Jacobson, que también lo había sido de los Pensacola Tornados se llevó el equipo a Columbus, donde permaneció 5 temporadas.
Tras no poder hacer frente a problemas económicos, el equipo se traslada a Shreveport (Luisiana), donde jugaría sus dos últimas temporadas.

## Temporadas
| Temporada | Liga | Denominación        | PJ | G  | P  | %    | Posición |
| --------- | ---- | ------------------- | -- | -- | -- | ---- | -------- |
| 1983-84   | CBA  | Sarasota Stingers   | 44 | 16 | 28 | .364 | 10º      |
| 1984-85   | CBA  | Sarasota Stingers   | 48 | 21 | 27 | .438 | 10º      |
| 1985-86   | CBA  | Florida Stingers    | 48 | 21 | 27 | .438 | 10º      |
| 1986-87   | CBA  | Charleston Gunners  | 48 | 20 | 28 | .417 | 11º      |
| 1987-88   | CBA  | Charleston Gunners  | 54 | 14 | 40 | .259 | 12º      |
| 1988-89   | CBA  | Charleston Gunners  | 54 | 20 | 34 | .370 | 9º       |
| 1989-90   | CBA  | Columbus Horizon    | 56 | 18 | 38 | .321 | 14º      |
| 1990-91   | CBA  | Columbus Horizon    | 56 | 23 | 33 | .411 | 13º      |
| 1991-92   | CBA  | Columbus Horizon    | 56 | 18 | 38 | .321 | 15º      |
| 1992-93   | CBA  | Columbus Horizon    | 56 | 21 | 35 | .375 | 13º      |
| 1993-94   | CBA  | Columbus Horizon    | 56 | 18 | 38 | .321 | 15º      |
| 1994-95   | CBA  | Shreveport Crawdads | 56 | 17 | 39 | .304 | 14º      |
| 1995-96   | CBA  | Shreveport Storm    | 56 | 17 | 39 | .304 | 12º      |

## Jugadores célebres
| - Chris Childs - David Russell - John Bagley - Orlando Graham - Steve Harris - Chris Jent | - Bill Martin - Brian Martin - Craig Neal - Kelvin Ransey - Duane Washington |